# Søren Hjalmar Normann Berner
Søren Hjalmar Normann Berner (1. december 1850 i Hadsel – 2. juni 1923 i Oslo) var en norsk læge, fætter til Hagbard Emanuel, Carl Christian og Axel Olaf Berner.
Berner blev cand. med. 1875, 1880 bylæge i Kristiania, 1887 sekretær ved Sundhedskommissionen og fra 1890 sundhedsinspektør i Kristiania. Bener har skrevet mange afhandlinger om almindelige medicinske og hygiejniske emner, en biologisk studie Om Kønsdannelsens Aarsager (1883), Historiske Oplysninger om Skomagerhaandværket (1910) og Familien Berners Stamtavle (1910).